# 바안 응우옌

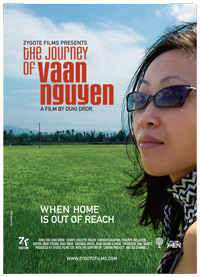
바안 응우옌

바안 응우옌(베트남어: Vaan Nguyen, 본명: 응우옌티홍바안(Nguyễn Thi Hong Vaan), 1982년 ~ )은 베트남계 이스라엘 작가이다. 아슈켈론 출신으로, 2005년에 제작된 이스라엘의 다큐멘터리 영화 《바안 응우옌의 여정》(Journey of Vaan Nguyen)에 출연했다.